# Zelotibia curvifemur
Zelotibia curvifemur Nzigidahera & Jocqué, 2009 è un ragno appartenente alla famiglia Gnaphosidae.

## Etimologia
Il nome della specie deriva dall'aggettivo latino curvus. -a, -um, che significa curvo, ricurvo,  e femur, cioè femore, in riferimento al femore estremamente ricurvo di questa specie.

## Caratteristiche
L'olotipo maschile rinvenuto ha lunghezza totale è di 7,75mm; la lunghezza del cefalotorace è di 2,50mm; e la larghezza è di 2,10mm.

## Distribuzione
La specie è stata reperita in Burundi centrale: l'olotipo maschile è stato rinvenuto nel Parc National de la Kibira, nella foresta di Rwegura, appartenente alla provincia di Bubanza.

## Tassonomia
Al 2016 non sono note sottospecie e dal 2005 non sono stati esaminati nuovi esemplari.